# Zaenal Arief
Zaenal Arief (Garut, Indonesia, 3 de enero de 1981) es un exfutbolista de Indonesia que jugaba en la posición de delantero.

## Carrera

### Club
| Periodo   | Club                     | Apariciones | Goles |
| --------- | ------------------------ | ----------- | ----- |
| 1997-1998 | Persigar Garut           | 12          | 9     |
| 1998-2000 | Persib Bandung           | 34          | 15    |
| 2000–2005 | Persita Tangerang        | 99          | 44    |
| 2005–2009 | Persib Bandung           | 52          | 18    |
| 2009–2010 | Persisam Putra Samarinda | 29          | 3     |
| 2010–2011 | Persikabo Bogor          | 18          | 10    |
| 2011–2012 | PSPS Pekanbaru           | 29          | 9     |
| 2012–2014 | Persepam Madura Utama    | 42          | 12    |

### Selección nacional
Jugó para Indonesia en 23 ocasiones de 2002 a 2007 y anotó 12 goles; participó en la Copa Asiática 2007.

## Logros
- Liga 2 de Indonesia (1): 2000